# ماهاسوآبه (فیارانتسوآ II)
ماهاسوآبه (به لاتین: Mahasoabe) یک منطقهٔ مسکونی در ماداگاسکار است که در ووهیباتو واقع شده‌است. ماهاسوآبه ۳۴٬۰۰۰ نفر جمعیت دارد و ۱٬۱۰۰ متر بالاتر از سطح دریا واقع شده‌است.